# Donskoj (Oblast' di Tula)
Donskoj è una città della Russia europea centrale (oblast' di Tula).
Sorge nella parte orientale della oblast', nell'alto corso del fiume Don, 65 chilometri a sudest del capoluogo regionale Tula.